# Владица Попович
Владимир «Владица» Попович (сербохорв. Vladimir «Vladica» Popović, серб. Владимир «Владица» Поповић; 17 березня 1935, Земун — 10 серпня 2020, Белград) — югославський футболіст, що грав на позиції півзахисника. По завершенні ігрової кар'єри — тренер.
Виступав, зокрема, за клуб «Црвена Звезда», а також національну збірну Югославії. Як тренер найбільших результатів досягнув також з «Црвеною», ставши володарем Міжконтинентального кубка у 1991 році.

## Клубна кар'єра
Народився 17 березня 1935 року в місті Земун. Вихованець футбольної школи клубу «Црвена Звезда». Дорослу футбольну кар'єру розпочав 1953 року в основній команді того ж клубу, в якій провів дванадцять сезонів, взявши участь у 214 матчах чемпіонату. За цей час п'ять разів виборював титул чемпіона Югославії та тричі національний Кубок. У загальній складності з березня 1950 по червень 1965 року він зіграв 499 матчів за команду зі столиці Югославії, забивши 38 голів, а також певний час був капітаном команди.
Згодом з 1965 по 1968 рік грав у Німеччині, спочатку за «Штутгарт», де не зумів закріпитись, зігравши лише два матчі у Бундеслізі, а потім грав два сезони за «Штутгартер Кікерс» у другому дивізіоні країни.
Завершив професійну ігрову кар'єру у венесуельському клубі «Депортіво Канаріас», за який виступав протягом 1968—1969 років.

## Виступи за збірні
Протягом 1954—1956 років залучався до складу молодіжної збірної Югославії. На молодіжному рівні зіграв у 9 офіційних матчах, забив 2 голи.
З 1955 по 1961 рік захищав кольори олімпійської збірної Югославії і брав участь у олімпійському турнірі 1956 року у Мельбурні, де завоював срібну медаль. У складі цієї команди провів 8 матчів.
23 грудня 1956 року у товариському матчі проти Індонезії (5:1) у Джакарті дебютував в офіційних матчах у складі національної збірної Югославії. Через два роки поїхав з командою на чемпіонат світу 1958 року у Швеції, втім був запасним гравцем і не зіграв жодного матчу. Через чотири роки зіграв і на наступному чемпіонаті світу 1962 року у Чилі, де вже був основним і провів шість матчів, а його збірна стала четвертою. На цьому турнірі 2 червня у грі групового етапу проти Уругваю на 71 хвилині отримав червонцу картку, ставши першим югославом в історії турніру, що отримав червону картку.
16 червня 1965 року у зустрічі проти Норвегії (0:3) в Осло провів свій останній матч за збірну. Всього протягом кар'єри у національній команді, яка тривала 10 років, провів у формі головної команди країни 20 матчів.

## Кар'єра тренера
Кар'єру тренера Попович почав там, де закінчив кар'єру гравця — у Венесуелі. Його першим клубом стала «Португеса», потім він переїхав у Колумбію, де домігся успіху в перший же рік, вигравши національний чемпіонат з «Санта-Фе». Він продовжував курсувати між двома країнами Південної Америки до повернення на батьківщину, де тренував «Напредак» (Крушевац) та «Трепчу».
У 1984 році він повернувся до Колумбії, прийнявши пропозицію попрацювати у клубі «Депортіво Калі». Залишив команду з Калі 1986 року, а потім у 1991 році зі своїм колишнім клубом, «Црвеною Звездою», виграв Міжконтинентальний кубок з футболу, здолавши «Коло Коло».
1992 року був запрошений очолити збірну Перу, з якою пропрацював до 1993 року. Працював з командою на Кубку Америки 1993 року в Еквадорі, яка з першого місця у групі вийшла в чвертьфінал, де програла фіналістам турніру мексиканцям (2:4)
Останнім місцем тренерської роботи Поповича став колумбійський клуб «Мільйонаріос», головним тренером команди якого Владимир Попович був протягом 1994 року.

## Титули і досягнення

### Як гравця
- Чемпіон Югославії (5):

«Црвена Звезда»: 1955–56, 1956–57, 1958–59, 1959–60, 1963–64
- Володар Кубка Югославії (3):

«Црвена Звезда»: 1957–58, 1958–59, 1963–64
- Срібний олімпійський призер: 1956

### Як тренера
- Чемпіон Колумбії (2):

«Санта-Фе»: 1971
«Депортіво Калі»: 1974
- Чемпіон Венесуели (2):

«Португеса»: 1975, 1977
- Володар Міжконтинентального кубка (1):

«Црвена Звезда»: 1991